# Enrico Fermi
Doctor en Física
Enrico Fermi (Roma, 29 de septiembre de 1901-Chicago, 28 de noviembre de 1954) fue un físico italiano naturalizado estadounidense conocido por el desarrollo del primer reactor nuclear y sus contribuciones al desarrollo de la teoría cuántica, la física nuclear y de partículas, y la mecánica estadística. En 1938 Fermi recibió el Premio Nobel de Física por sus trabajos sobre radiactividad inducida y es considerado uno de los científicos más destacados del siglo XX. Ha sido definido como el "arquitecto de la era nuclear" y el "arquitecto de la bomba atómica".
Es reconocido como un físico con grandes capacidades tanto en el plano teórico como experimental. El elemento Fermio, que fue producido en forma sintética en 1952, fue nombrado en su honor.
La medicina moderna que usa isótopos radioactivos para el diagnóstico y el tratamiento de enfermedades es deudora de su trabajo.

## Primeros años

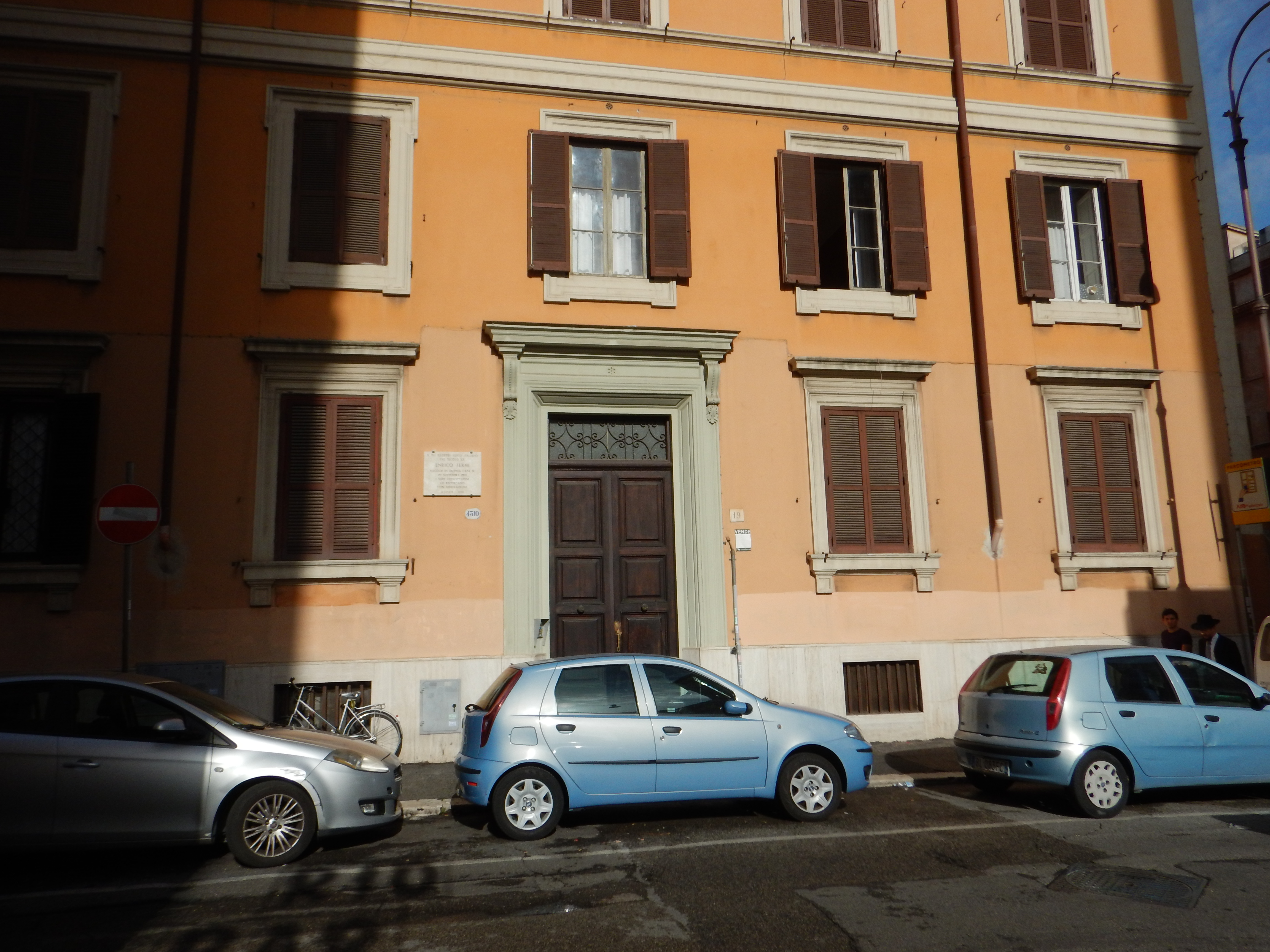
Vía Gaeta 19, Roma, donde nació Fermi.

Enrico Fermi nació en Roma, Italia, el 29 de septiembre de 1901. Fue el tercer hijo de Alberto Fermi, inspector general del Ministerio de Comunicaciones.
Su madre, Ida de Gattis, era maestra en una escuela. Su hermana María era dos años mayor y su hermano Giulio era un año mayor que Enrico.
Los dos hermanos fueron enviados a un pueblo con un ama de cría para su lactancia. Enrico volvió a Roma con su familia a los dos años y medio de edad.
Aunque fue bautizado como católico según los deseos de sus abuelos, su familia no era especialmente religiosa. Enrico fue agnóstico durante toda su vida adulta. De niño compartió los mismos intereses que su hermano Giulio, construyendo motores eléctricos y jugando con juguetes mecánicos y eléctricos.
Giulio murió en 1915 durante la anestesia para una operación de un absceso en la garganta. Su hermana Maria murió en 1959 en un accidente de aviación cerca de Milán.
Se interesó por la física a los 14 años de edad, tras la lectura de un viejo texto escrito en latín: Elementorum physicae mathematicae, un libro de 900 páginas publicado en 1840 por el jesuita Andrea Caraffa del Colegio Romano. Cubría todo el saber de la época en matemáticas, mecánica clásica, astronomía, óptica y acústica. Su historial académico fue excelente, disfrutando de una gran memoria que le permitía recitar la Divina Comedia de Dante y gran parte de Aristóteles. Gozaba de una gran facilidad para resolver problemas de física teórica y una gran capacidad de síntesis. En su juventud Enrico disfrutaba aprendiendo física y matemáticas y compartiendo sus intereses con su hermano mayor, Giulio. La muerte repentina de Giulio, debido a un absceso en la garganta en 1915, perturbó a Enrico y aumentó su dedicación a los estudios de la ciencia para distraerse. Según su propio relato, todos los días pasaba delante del hospital donde había fallecido su hermano mayor hasta que se hizo insensible a la pena.
Posteriormente, Enrico trabó amistad con otro estudiante interesado en la ciencia llamado Enrico Persico, y los dos colaboraron en proyectos científicos tales como la construcción de giróscopos, y la medición del campo gravitatorio de la Tierra. El interés de Fermi por la física fue en aumento cuando un amigo de su padre, Adolfo Amidei, le regaló varios libros sobre física y matemáticas, que leyó con gran avidez.

## Scuola Normale Superioreen Pisa

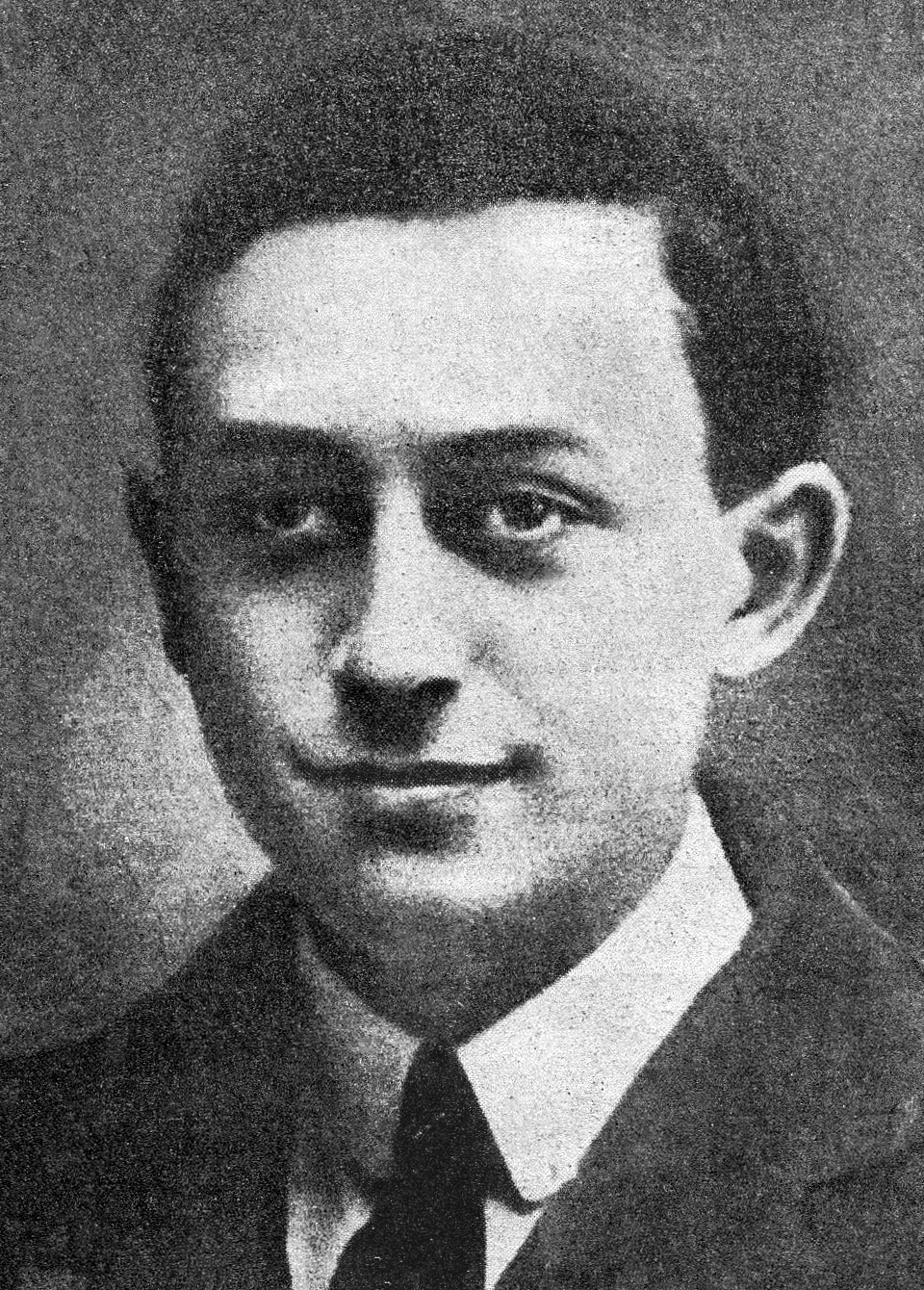
Enrico Fermi como estudiante en Pisa

Fermi terminó el bachillerato en julio de 1918 y aconsejado por Amidei solicitó matricularse en la Scuola Normale Superiore en Pisa.
Como habían perdido un hijo sus padres eran remisos a mandarlo lejos de casa durante cuatro años. La escuela daba alojamiento gratuito a sus estudiantes, pero los candidatos tenían que aprobar un difícil examen de acceso que incluía un ensayo. El tema era Características específicas de los sonidos. El joven de 17 años Enrico Fermi derivó y resolvió la ecuación en derivadas parciales para una barra vibrante aplicando el análisis de Fourier. El examinador Giulio Pittarelli de la Sapienza University de Roma, lo entrevistó y lo alabó diciendo que se convertiría en un físico destacado en el futuro. Fermi fue el primero en el examen de acceso.
Durante su estancia en la Scuola Normale Superiore, Fermi se juntó con compañero Franco Rasetti con el que solía gastar bromas. Llegaron a ser amigos y colaboradores.
Luigi Puccianti, director del laboratorio de física reconoció que había poco que le pudiera enseñar a Fermi y con frecuencia le pedía a Fermi que le enseñara algo a él. El conocimiento de Fermi sobre la física cuántica alcanzó tal nivel que Puccianti le pidió que organizara seminarios sobre el tema. Por entonces Fermi aprendió cálculo tensorial, una técnica matemática inventada por Gregorio Ricci y Tullio Levi-Civita que era necesaria para demostrar los principios de la relatividad general. Al principio escogió estudiar matemáticas, pero cambió a física. Fue autodidacta en el estudio de la relatividad general, mecánica cuántica y física atómica.
En septiembre de 1920 Fermi fue admitido en el departamento de Física. Como en el departamento solo había tres estudiantes, Fermi, Rasetti, y Nello Carrara, Puccianti les dejaba usar el laboratorio con plena libertad. Fermi decidió que deberían investigar la cristalografía por rayos X y los tres trabajaron para conseguir una fotografía Laue, que es la fotografía con rayos K de un cristal.
En 1921, durante su tercer año en la universidad, Fermi publicó su primer trabajo científico en la revista italiana Nuovo Cimento. Se titulaba «Sobre la dinámica de un sistema rígido de cargas eléctricas en movimiento de traslación» (en italiano: Sulla dinamica di un sistema rigido di cariche elettriche in moto traslatorio).
Un indicio de las cosas venideras era que la masa era expresada como un tensor, un constructo matemático usado comúnmente para describir algo que se mueve y cambia en un espacio tridimensional. En la mecánica clásica la masa es una magnitud escalar, pero en la relatividad cambia con la velocidad.
El segundo trabajo publicado fue «Sobre la electrostática de un campo gravitacional uniforme de cargas electromagnéticas y el peso de las cargas electromagnéticas» (en italiano: Sull'elettrostatica di un campo gravitazionale uniforme e sul peso delle masse elettromagnetiche).
Usando la relatividad general Fermi demostró que una carga tenía un peso equivalente a  U/c2, donde U es la energía electrostática del sistema y c es la velocidad de la luz.
El primer trabajo parecía apuntar una contradicción entre la teoría electrodinámica y la relativista sobre el cálculo de las masas electromagnéticas, ya que la primera predecía un valor de 4/3 U/c2. Fermi investigó esto en el año siguiente en el trabajo «Sobre la contradicción entre la electrodinámica y la teoría de la relatividad en cuanto a la masa electromagnética» en el que mostró que la contradicción aparente era consecuencia de la relatividad. Este trabajo se tradujo al alemán y se publicó en la revista científica Physikalische Zeitschrift en 1922.
En ese año Fermi mandó su artículo «Sobre el fenómeno que ocurre cerca de un meridiano horario» (en italiano: Sopra i fenomeni che avvengono in vicinanza di una linea oraria) a la revista italiana I Rendiconti dell'Accademia dei Lincei.
En este artículo examinó el principio de equivalencia e introdujo las llamadas coordenadas de Fermi. Probó que en un meridiano próximo al huso horario, el espacio se comporta como si fuera un espacio euclidiano.

Un cono de luz es una superficie tridimensional de todos los posibles rayos de luz que llegan y salen de un punto en el espacio-tiempo. Aquí se dibuja con una dimensión espacial suprimida. El eje vertical es la línea de tiempo.

Fermi mandó su tesis «Un teorema sobre probabilidad y algunas de sus aplicaciones» (en italiano: Un teorema di calcolo delle probabilità ed alcune sue applicazioni) a la Scuola Normale Superiore en julio de 1922, y recibió su licenciatura laureada a la temprana edad de 20 años. La tesis era sobre imágenes de difracción de rayos X.
La Física Teórica no era considerada una disciplina en Italia y la única tesis que habría sido aceptada sería una sobre física experimental. Por esta razón los físicos italianos fueron lentos al incorporar nuevas ideas como la relatividad que venía de Alemania. Como Fermi se sentía como en casa en el laboratorio haciendo trabajo experimental, esto no supuso mayor problema para él.
Al escribir el apéndice de la edición italiana del libro: Fundamentals of Einstein Relativity de August Kopff en 1923, Fermi fue el primero en apuntar que dentro de la famosa equivalencia de masa y energía de Einstein (E
=mc2) había una enorme cantidad de energía nuclear potencial para ser explotada. No parecía posible, al menos en el futuro cercano a esa época, encontrar una forma de liberar esa terrible cantidad de energía, lo que era bueno, porque el primer efecto de una explosión de tan enorme cantidad de energía, convertiría en polvo al físico que hubiera tenido la desgracia de encontrar la manera de hacerlo.
En 1924 Fermi fue iniciado en la masonería dentro de la logia masónica "Adriano Lemmi" del Gran Oriente de Italia.
Fermi decidió viajar al extranjero y pasó un semestre estudiando con Max Born en la Universidad de Göttingen, donde conoció a Werner Heisenberg y a Pascual Jordan.
Después estudió en Leiden con Paul Ehrenfest de septiembre a diciembre de 1924 becado por la Fundación Rockefeller por intercesión del matemático Vito Volterra.
Allí Fermi conoció a Hendrik Lorentz y Albert Einstein, y se hizo buen amigo de Samuel Goudsmit y Jan Tinbergen.
De enero de 1925 a finales de 1926, Fermi enseñó física matemática y mecánica teórica en la Universidad de Florencia, donde se unió a Rasetti para llevar a cabo una serie de experimentos sobre los efectos de los campos magnéticos en el vapor de mercurio. También participó en seminarios en la Universidad Sapienza de Roma, donde impartió conferencias sobre mecánica cuántica y física del estado sólido.
Después de que Wolfgang Pauli anunció su principio de exclusión en 1925, Fermi respondió con un artículo «Sobre la cuantización del gas monoatómico perfecto» (en italiano: Sulla quantizzazione del gas perfetto monoatomico), en el que aplicaba el principio de exclusión a un gas ideal. El trabajo fue especialmente notable por la formulación estadística de Fermi, que describe la distribución de partículas en un sistema físico de muchas partículas idénticas que obedecen el principio de exclusión. Esto fue desarrollado independientemente poco después que el físico británico Paul Dirac, que también mostró cómo se relacionaba con las estadísticas Bose–Einstein. Actualmente se las conoce como las estadísticas Fermi–Dirac.
Las partículas que obedecen el principio de exclusión se llaman actualmente fermiones, mientras que las que no las odebecen se llaman bosones.

## Roma

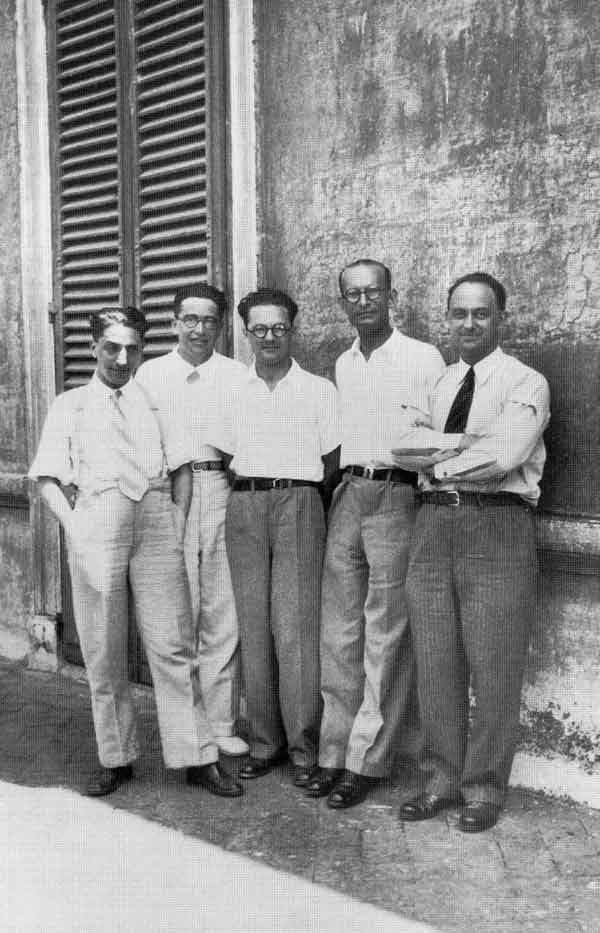
Fermi y sus estudiantes (los chicos de Panisperna) en el patio del Instituto de Física en la Vía Panisperna de la Universidad de Roma. De izquierda a derecha: Oscar D'Agostino, Emilio Segrè, Edoardo Amaldi, Franco Rasetti y Fermi. Bruno Pontecorvo tomó la fotografía.

Los catedráticos en Italia accedían a las plazas vacantes por concurso en el que un comité de profesores evalúa a los candidatos por sus publicaciones. Fermi se presentó a una vacante de física matemática en la Universidad de Cagliari en Cerdeña, pero fue sobrepasado por poco por Giovanni Giorgi.
En 1926, con 24 años de edad, postuló a la cátedra de física de la Universidad Sapienza de Roma. Era un puesto nuevo, uno de los primeros tres en física teórica en Italia, los que habían sido creados por el Ministerio de Educación a petición del profesor Orso Mario Corbino, que era profesor universitario de física experimental, Director del Instituto de Física y miembro del gobierno de Benito Mussolini.
Corbino presidió el comité de selección y esperaba que el nuevo puesto elevaría el nivel y la reputación de la Física en Italia.
El comité eligió a Fermi por delante de Enrico Persico y Aldo Pontremoli. Corbino ayudó a Fermi a reclutar un equipo, que pronto contó con estudiantes notables como Edoardo Amaldi, Bruno Pontecorvo, Ettore Majorana, Emilio Segrè, y Franco Rasetti, al que Fermi nombró su asistente. Pronto recibieron el sobrenombre de los chicos de la Vía Panisperna por la calle donde estaba el Instituto de Física.
En 1927 fue nombrado profesor de la Universidad de Roma "La Sapienza", convirtiendo a esta ciudad en uno de los centros de investigación más importantes del mundo.
El 19 de julio de 1928 Fermi se casó con Laura Capon, una estudiante de ciencias en la universidad. Tuvieron dos hijos: Nella, nacida en enero de 1931, y Giulio, nacido en febrero de 1936.
El 18 de marzo de 1929, Fermi fue nombrado miembro de la Real Academia de Italia por Mussolini y el 27 de abril se afilió al partido Fascista. En 1938 se opuso al fascismo cuando se promulgaron las leyes racistas italianas para acercarse al nacionalsocialismo alemán. Estas leyes amenazaban a Laura, que era judía, y dejaron sin trabajo a muchos de los investigadores de Fermi.
Durante su estancia en Roma, Fermi y su grupo realizaron contribuciones importantes a muchos aspectos teóricos y prácticos de la Física. En 1928 publicó Introducción a la física atómica (en italiano: Introduzione alla fisica atomica), que proporcionó a los estudiantes universitarios italianos un texto actualizado y accesible. Fermi impartió conferencias y escribió artículos para profesores y científicos con el fin de extender el conocimiento de la nueva física tanto como fuese posible.
Parte de su método de enseñanza consistía en juntar a sus colegas y estudiantes graduados al final del día y plantear un problema, que con frecuencia era de su propia investigación.
Una muestra de su éxito fue que estudiantes extranjeros comenzaron a acudir a Italia. El más notable de ellos fue el físico alemán Hans Bethe,, que acudió a Roma becado por la Fundación Rockefeller y colaboró con Fermi en 1932 en el artículo «Sobre la interacción entre dos electrones» (en alemán: Über die Wechselwirkung von Zwei Elektronen).
En aquel tiempo los físicos estaban perplejos con la desintegración beta o decaimiento beta, que es un proceso mediante el cual un nucleido o núclido inestable emite una partícula beta (un electrón o positrón) para compensar la relación de neutrones y protones del núcleo atómico.
Para satisfacer la conservación de energía, Wolfgang Pauli postuló la existencia de una partícula invisible sin carga y poca o nula masa, que también era emitida al mismo tiempo. Fermi tomó esa idea y la desarrolló en un artículo tentativo en 1933 y en otro más amplio en 1934 en el que incorporó la partícula postulada a la que llamó "neutrino". Su teoría se llamó interacción de Fermi y más tarde interacción débil. Describe una de las cuatro fuerzas fundamentales de la naturaleza. El neutrino se descubrió tras su muerte y su teoría mostraba por qué era tan difícil de detectar.
Cuando mandó su artículo a la revista británica Nature, el editor lo rechazó porque contenía especulaciones demasiado alejadas de la realidad física como para ser del interés de los lectores. De este modo Fermi vio su teoría publicada en italiano y alemán antes que en inglés.
En la introducción a su traducción al inglés el físico Fred L. Wilson apuntó en 1968:

'Fermi's theory, aside from bolstering Pauli's proposal of the neutrino, has a special significance in the history of modern physics. One must remember that only the naturally occurring β emitters were known at the time the theory was proposed. Later when positron decay was discovered, the process was easily incorporated within Fermi's original framework. On the basis of his theory, the capture of an orbital electron by a nucleus was predicted and eventually observed. With time much experimental data has accumulated. Although peculiarities have been observed many times in β decay, Fermi's theory always has been equal to the challenge.
The consequences of the Fermi theory are vast. For example, β spectroscopy was established as a powerful tool for the study of nuclear structure. But perhaps the most influential aspect of this work of Fermi is that his particular form of the β interaction established a pattern which has been appropriate for the study of other types of interactions. It was the first successful theory of the creation and annihilation of material particles. Previously, only photons had been known to be created and destroyed.'
‘La teoría de Fermi, además de reforzar la propuesta de Pauli del neutrino, tiene un significado especial en la historia de la física moderna. Uno debe recordar que solo se conocían los emisores β que ocurrían en la naturaleza cuando se propuso la teoría. Más adelante se descubrió el decaimiento de positrones y el proceso fue fácilmente incorporado dentro del marco original de Fermi. En la base de su teoría, la captura de un electrón orbital por el núcleo fue predicho y finalmente observado. Con el tiempo muchos datos experimentales se han acumulado. Muchas veces se han observado peculiaridades en el decaimiento β. La teoría de Fermi siempre ha estado a la altura del desafío.
Las consecuencias de la teoría de Fermi son vastas. Por ejemplo, la  β-espectropía se estableció como una potente herramienta para el estudio de la estructura del núcleo. Pero quizás el mayor aspecto de influencia de su obra fue que su forma particular de interacción β estableció un patrón que ha sido apropiado para el estudio de otros tipos de interacciones. Fue la primera teoría con éxito en la creación y destrucción de partículas de materia. Antes solo se conocía que los protones se creaban y destruían.’

En 1930 fue invitado a dar cursos de verano por la Universidad de Míchigan, pasando desde entonces la mayoría de los veranos en los Estados Unidos, realizando trabajos científicos y dando conferencias. También impartió clases en las universidades de Columbia, Stanford y Chicago.
En enero de 1934, Irène Joliot-Curie y Frédéric Joliot anunciaron que habían bombardeado elementos con partículas alfa y habían inducido radioactividad en ellos.
Hacia marzo de 1934 el asistente de Fermi Gian-Carlo Wick proporcionó una explicación teórica usando la teoría de Fermi del decaimiento beta. Fermi decidió cambiar a la física experimental usando el neutrón, que había descubierto James Chadwick en 1932.
En marzo de 1934 Fermi quería ver si podía inducir radioactividad con la fuente de neutrones de polonio y berilio de Rasetti.
Los neutrones no tienen carga eléctrica, de modo que no pueden ser desviados por un núcleo cargado positivamente. Esto significaba que necesitaban mucha menos energía para penetrar el núcleo que las partículas cargadas y no requería el uso de un acelerador de partículas, que los chicos de la Vía Panisperna no tenían.

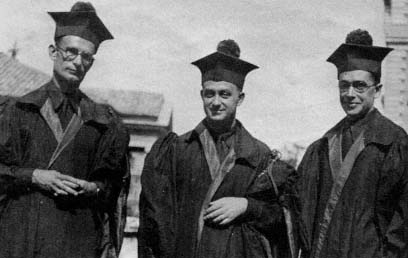
Enrico Fermi entre Franco Rasetti (izquierda) y Emilio Segrè

Fermi tuvo la idea de reemplazar la fuente de polonio-berilio con una de radón-berilio que construyó llenando una válvula de vidrio con polvo de berilio, sacando el aire y añadiendo 50 mCi de gas radón proporcionado por Giulio Cesare Trabacchi. Así creó una fuente de neutrones mucho más potente, cuya efectividad declinaba por la vida media del radón de 3,8 días. Sabía que esta fuente también emitiría rayos gamma, pero de acuerdo a su teoría creía que no afectaría los resultados del experimento. Comenzó bombardeando platino, un elemento con un número atómico alto que estaba disponible, sin éxito. Cambió al aluminio, que emitía partículas alfa y producía sodio, que decaía en magnesio que emitía partículas alfa y producía nitrógeno, decayendo en oxígeno con emisión de partículas beta. En total indujo radioactividad en 22 elementos diferentes. Fermi publicó el descubrimiento de la radioactividad inducida por neutrones en la revista italiana La Ricerca Scientifica el 25 de marzo de 1934. Presentó públicamente sus resultados por la primera vez en Buenos Aires en julio de 1934.
La radioactividad natural del torio y del uranio le complicaron el determinar lo que ocurría cuando esos elementos eran bombardeados con neutrones pero, después de eliminar la presencia de elementos más ligeros que el uranio pero más pesados que el plomo, Fermi concluyó que había creado nuevos elementos a los que llamó hesperium y ausonium.
La química Ida Noddack criticó este trabajo sugiriendo que algunos de los experimentos podrían haber producido elementos más ligeros que el plomo en lugar de elementos nuevos más pesados. Su sugerencia no fue tomada en serio en aquel momento porque su equipo no había llevado a cabo experimentos con uranio y su afirmación de haber descubierto el masurium (tecnecio) estaba en disputa.
Por aquel entonces la fisión se pensaba que era improbable si no imposible sobre bases teóricas. Mientras que los físicos esperaban elementos con números atómicos más altos formados por el bombardeo de neutrones de elementos ligeros, nadie esperaba que los neutrones tuvieran suficiente energía para romper un átomo pesado en dos fragmentos de elementos ligeros en el modo que Noddack había sugerido.

Desintegración beta. Un neutrón decae en un protón y se emite un electrón. Para que la energía total del sistema se mantenga Pauli y Fermi postularon que se emitía un neutrino.

Los chicos de la Vía Panisperna también se dieron cuenta de algunos efectos no explicados. El experimento parecía funcionar mejor sobre una mesa de madera que sobre una de mármol. Fermi recordó que Joliot-Curie y Chadwick habían apreciado que la parafina era efectiva para desacelerar neutrones, de modo que decidió probarlo. Cuando los neutrones pasaban por parafina inducían cien veces más radioactividad en plata que sin parafina. Fermi intuyó que era debido a los átomos de hidrógeno en la parafina. Análogamente los átomos de hidrógeno explicarían las diferencias entre las mesas de madera y mármol. Esto se confirmó repitiendo el efecto con agua. Concluyó que las colisiones con los átomos de hidrógeno desaceleraban los neutrones. Cuanto menor es el número atómico de un núcleo con el que choca, mayor es la energía que pierde un neutrón por colisión, y por tanto se requieren menos colisiones para desacelerar un neutrón en una cierta cantidad.
Fermi se dio cuenta de que esto inducía más radioactividad porque los neutrones lentos eran capturados más fácilmente que los rápidos. Desarrolló una ecuación de difusión para describirlo (Fermi age equation).
Fue galardonado en 1938 con el premio Nobel de Física «por sus demostraciones sobre la existencia de nuevos elementos radiactivos producidos por procesos de irradiación con neutrones y por sus descubrimientos sobre las reacciones nucleares debidas a los neutrones lentos».
Con sus colaboradores, bombardeó con neutrones 60 elementos, logrando obtener isótopos de 40 y la transmutación de átomos del elemento 92, uranio, en átomos de un elemento 93, neptunio, no existente en la naturaleza.
Fermi permaneció en Roma hasta 1938. Tras recibir el Premio Nobel en Estocolmo, emigró a Nueva York junto con su esposa Laura y sus hijos. Esto fue principalmente una reacción a las leyes antisemitas promulgadas por el régimen fascista de Benito Mussolini, que representaban una amenaza para Laura, judía ella. La nueva ley también significaba que varios de los ayudantes de investigación de Fermi (todos ellos judíos), perdían sus trabajos.

## El proyecto Manhattan

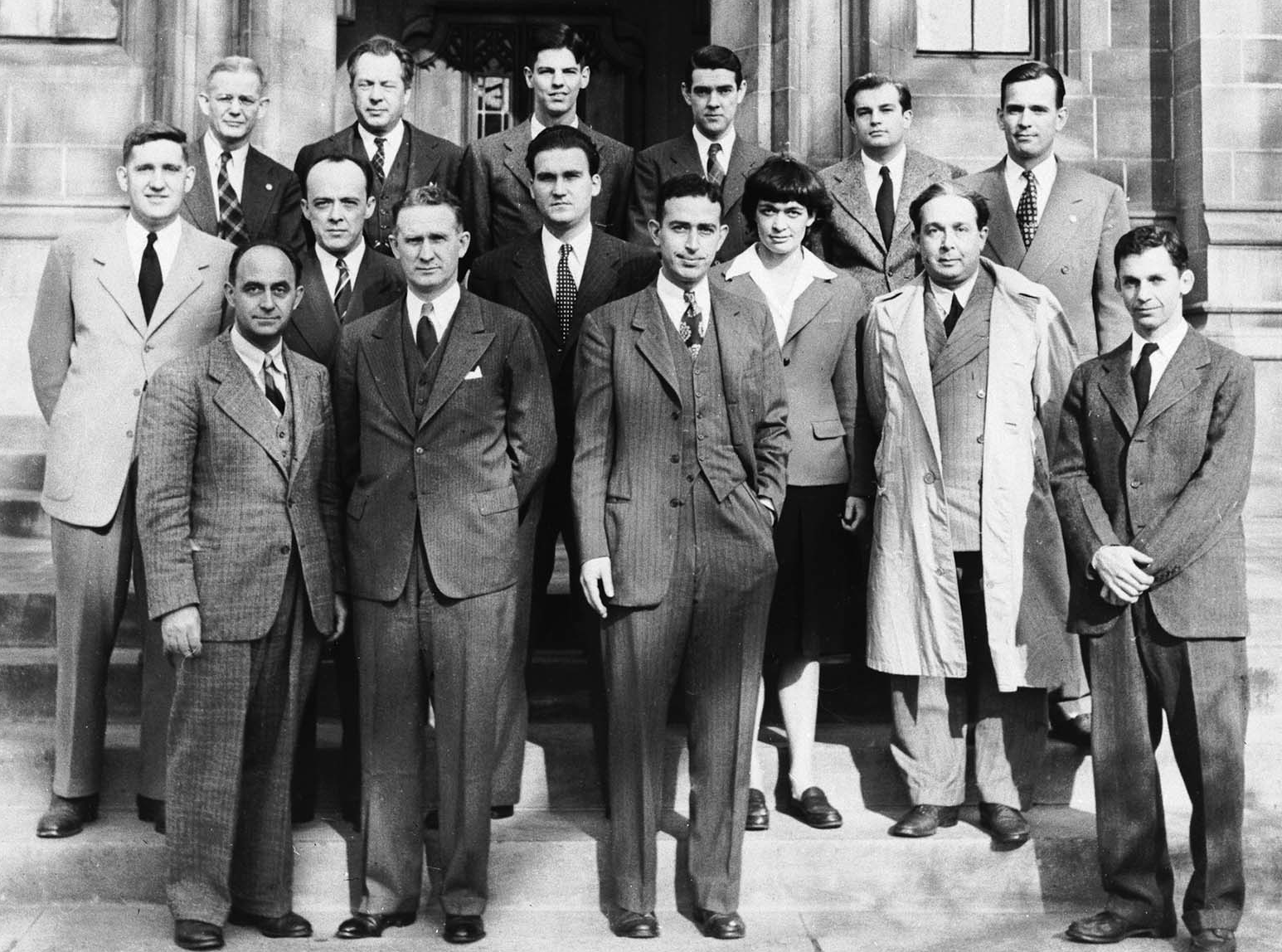
Fermi (abajo a la izquierda), Szilárd (segundo desde la derecha abajo), y el resto del equipo de la pila atómica.

Fermi llegó a Nueva York el 2 de enero de 1939. Le ofrecieron trabajo en cinco universidades y comenzó a trabajar en la Universidad de Columbia, en la que había impartido conferencias en el verano de 1936.
Recibió la noticia de que en diciembre de 1938 los químicos alemanes Otto Hahn y Fritz Strassmann habían detectado el elemento bario tras bombardear uranio con neutrones en el que Lise Meitner y su sobrino Otto Frisch interpretaron correctamente el resultado de la fisión nuclear. Frisch lo confirmó experimentalmente el 13 de enero de 1939.
La noticia de la interpretación de Meitner y Frisch sobre el descubrimiento cruzó el Atlántico con Niels Bohr, que impartió una conferencia en la Universidad de Princeton. Isidor Isaac Rabi y Willis Lamb, dos físicos de la Universidad de Columbia que trabajaban en Princeton la escucharon y la trasladaron a Columbia. Rabi dijo que se lo contó a Enrico Fermi, pero Fermi dio el crédito a Lamb:

‘I remember very vividly the first month, January, 1939, that I started working at the Pupin Laboratories because things began happening very fast. In that period, Niels Bohr was on a lecture engagement at the Princeton University and I remember one afternoon Willis Lamb came back very excited and said that Bohr had leaked out great news. The great news that had leaked out was the discovery of fission and at least the outline of its interpretation.  Then, somewhat later that same month, there was a meeting in Washington where the possible importance of the newly discovered phenomenon of fission was first discussed in semi-jocular earnest as a possible source of nuclear power.‘
‘Recuerdo vívidamente el mes de enero de 1939 en el que comencé a trabajar en los laboratorios Pupin porque las cosas empezaron a pasar muy rápido. En ese tiempo, Niels Bohr tenía que impartir una conferencia en la universidad de Princeton y recuerdo que una tarde Willis Lamb vino muy excitado y dijo que Bohr había filtrado grandes noticias. La gran noticia era el descubrimiento de la fisión y al menos un boceto de su interpretación. Algunos días después hubo una reunión en Washington donde se discutió por primera vez el fenómeno recientemente descubierto con jocoso fervor como una posible fuente de energía nuclear.’

Después de todo Noddack tenía razón. Fermi había descartado la posilibidad de la fisión sobre la base de sus cálculos, pero no había tenido en cuenta la energía de unión que aparecería cuando un nucleido con un número impar de neutrones absorbía un neutrón extra.
Para Fermi la noticia era un profundo bochorno ya que los elementos transuránicos por los que en parte había recibido el Premio Nobel no eran tales, sino productos de la fisión. Fermi añadió unas notas al pie de su discurso de aceptación del premio.

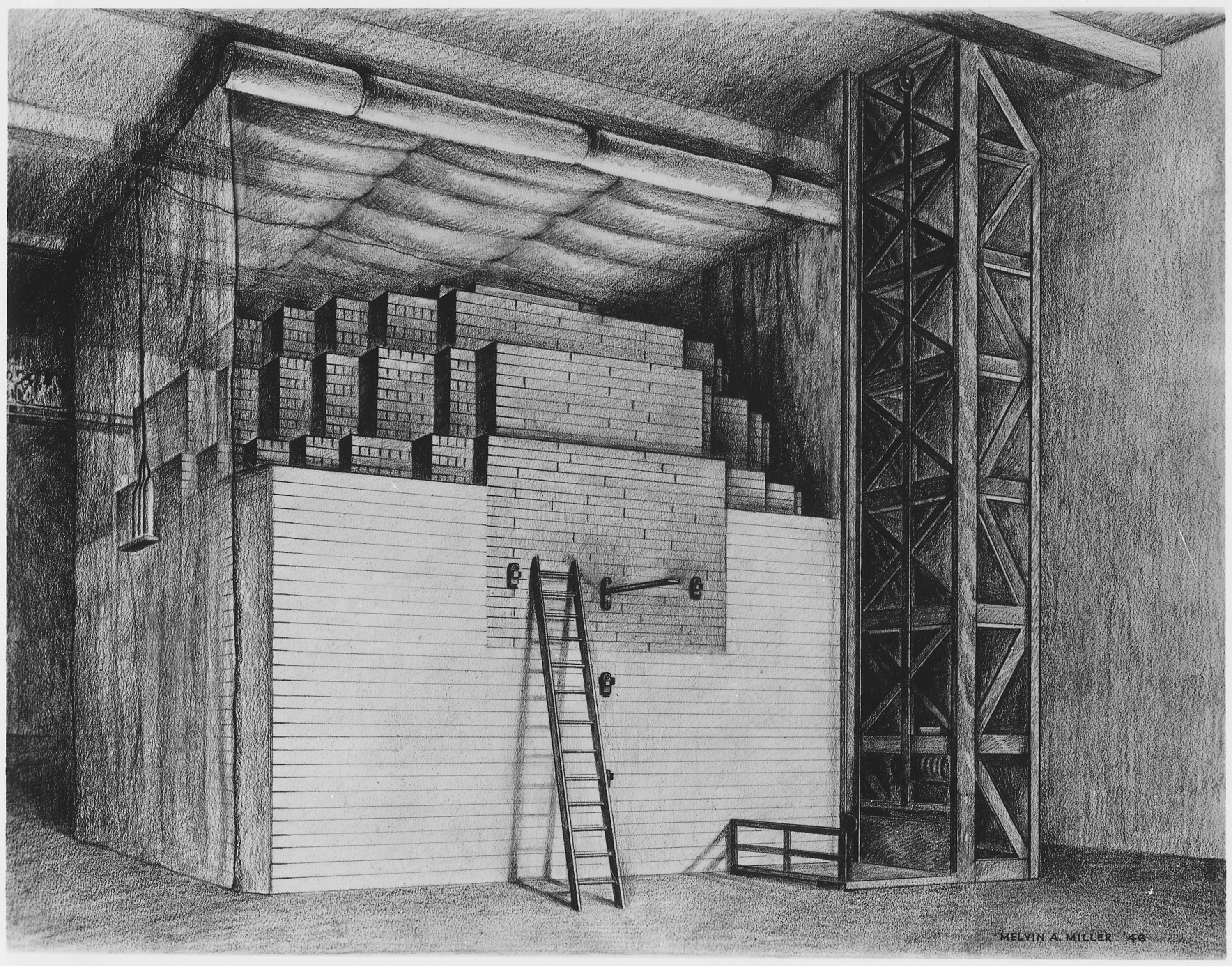
Ilustración del Chicago Pile-1, el primer reactor nuclear en conseguir una reacción en cadena autosostenida. Diseñado por Fermi, consistía en uranio y óxido de uranio en un recipiente cúbico con grafito incrustado.

Los científicos de Columbia decidieron que deberían intentar detectar la energía liberada por la fisión nuclear del uranio cuando se le bombardeaba con neutrones. El 25 de enero de 1939 en el sótano del Pupin Hall en Columbia, un equipo de experimentadores que incluía a Fermi llevaron a cabo el primer experimento de fisión nuclear en los Estados Unidos. Los otros miembros del equipo eran Herbert L. Anderson, Eugene T. Booth, John R. Dunning, G. Norris Glasoe y Francis G. Slack.
Al día siguiente comenzó en Washington D. C. la Quinta Conferencia sobre Física Teórica en Washington bajo los auspicios de la George Washington University y la Carnegie Institution of Washington.
Allí las noticias de la fisión nuclear se extendieron y fomentaron más experimentos.
Los científicos franceses Hans von Halban, Lew Kowarski y Frédéric Joliot-Curie habían demostrado que el uranio bombardeado por neutrones emitía más neutrones de los que absorbía, sugiriendo la posibilidad de una reacción en cadena.
Fermi y Anderson también lo hicieron unas semanas más tarde.
Leó Szilárd obtuvo 200 kg de óxido de uranio del productor de radio canadiense Eldorado Mining and Refining Limited, lo que permitió a Fermi y Anderson llevar a cabo experimentos de fisión a una escala mucho mayor.
Fermi y Szilárd colaboraron en el diseño de un aparato para conseguir la reacción nuclear autosostenida: el reactor nuclear. Debido a la ratio de absorción de neutrones por el hidrógeno del agua era improbable que se consiguiera una reacción autosostenida con uranio natural y agua como moderador de neutrones. Fermi sugirió, basado en su trabajo con neutrones, que la reacción podría conseguirse con bloques de óxido de uranio y grafito como moderador en lugar de agua. Esto reduciría la ratio de captura de neutrones y en teoría haría posible la reacción en cadena autosostenida. Szilárd hizo un diseño de trabajo con una pila de bloques de uranio intercalados con ladrillos de grafito.
Szilárd, Anderson y Fermi publicaron un artículo sobre la «Producción de neutrones en uranio» (en inglés: Neutron Production in Uranium).
Sus personalidades y hábitos de trabajo eran diferentes y Fermi tenía dificultades para trabajar con Szilárd.
Fermi estuvo entre los primeros en avisar a los mandos militares acerca del potencial impacto de la energía nuclear e impartió una conferencia sobre la materia en la Marina (en inglés: Navy) el 18 de marzo de 1939. La respuesta se quedó corta y la Marina aprobó un presupuesto de 1500 USD para investigación en Columbia.
Más adelante, el 2 de agosto de 1939, pocos días antes del inicio de la Segunda Guerra Mundial, Szilárd, Eugene Wigner y Edward Teller enviaron la famosa carta firmada por Einstein a Franklin D. Roosevelt, avisando que la Alemania nazi probablemente construiría una bomba atómica. En respuesta, Roosevelt formó el Comité Consultivo sobre Uranio (en inglés: Advisory Committee on Uranium) para investigar la materia.

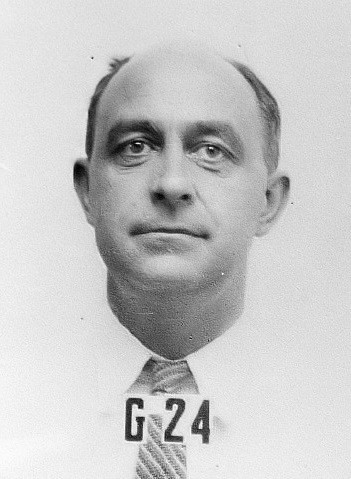
Foto del carné de Fermi en el Laboratorio Nacional de Los Álamos

El Comité Consultivo sobre Uranio le proporcionó a Fermi presupuesto para comprar grafito, y construyó una pila de ladrillos de grafito en la planta séptima del Pupin Hall Laboratory.
Hacia agosto de 1941 tenía seis toneladas de óxido de uranio y 30 toneladas de grafito que usó para construir una pila mayor en Schermerhorn Hall en Columbia.
La Sección S-1 de la «Oficina de Investigación y Desarrollo Científico» (en inglés: Office of Scientific Research and Development), que era como se conocía al Comité Consultivo sobre Uranio (en inglés: Advisory Committee on Uranium), se formó el 18 de diciembre de 1941 y con los Estados Unidos participando en la Segunda Guerra Mundial su trabajo se hizo urgente.
La mayor parte del esfuerzo del Comité había estado dirigido a producir uranio enriquecido, pero el miembro del Comité Arthur Compton decidió que una alternativa viable era el plutonio, que podía ser producido en cantidad por los reactores nucleares para el final de 1944.
Decidió concentrar el trabajo del plutonio en la Universidad de Chicago. Fermi se mudó a disgusto y su equipo formó parte del Laboratorio de Metalurgia.
Los posibles resultados de una reacción nuclear autosostenida eran desconocidos, de modo que no era sensato construir el primer reactor nuclear dentro del campus de la Universidad de Chicago. Compton encontró una ubicación en Argonne Woods Forest Preserve, a unos 32 km de Chicago.
Stone & Webster fue contratado para realizar la construcción pero fue paralizado por una disputa industrial. Fermi persuadió a Compton para construir el reactor en una pista de squash bajo el Campo Stagg de la Universidad de Chicago. La construcción de la pila comenzó el 6 de noviembre de 1942, y la Chicago Pile-1 alcanzó la condición de criticidad el 2 de diciembre de 1942.
La forma de la pila debía ser esférica, pero a medida que avanzaba el trabajo Fermi calculó que la criticidad podría obtenerse sin terminar la pila esférica. Este experimento fue un hito en la búsqueda de la energía y fue típico del enfoque de Fermi. Cada paso era planeado cuidadosamente y cada cálculo era realizado meticulosamente.
Cuando se consiguió la primera reacción nuclear autosostenida Compton realizó una llamada cifrada a James B. Conant, el presidente del National Defense Research Committee.

‘I picked up the phone and called Conant. He was reached at the President's office at Harvard University.
"Jim," I said, "you'll be interested to know that the Italian navigator has just landed in the new world." Then, half apologetically, because I had led the S-l Committee to believe that it would be another week or more before the pile could be completed, I added, "the earth was not as large as he had estimated, and he arrived at the new world sooner than he had expected."
"Is that so," was Conant's excited response. "Were the natives friendly?"
"Everyone landed safe and happy."‘
‘Cogí el teléfono y llamé a Conant. Estaba en la oficina del Presidente en la Universidad de Harvard.
 Le dije: «Jim, estarás interesado en saber que el navegante italiano ha arribado al nuevo mundo.» Y como pidiendo perdón porque había insinuado que tardaríamos otra semana o más en terminar la pila, añadí: «La Tierra no era tan grande como habíamos calculado y llegamos al nuevo mundo antes de lo que pensábamos.» Conant respondió entusiasmado: «Si es así ¿Fueron los nativos amistosos?» «Todos desembarcaron seguros y felices.»’

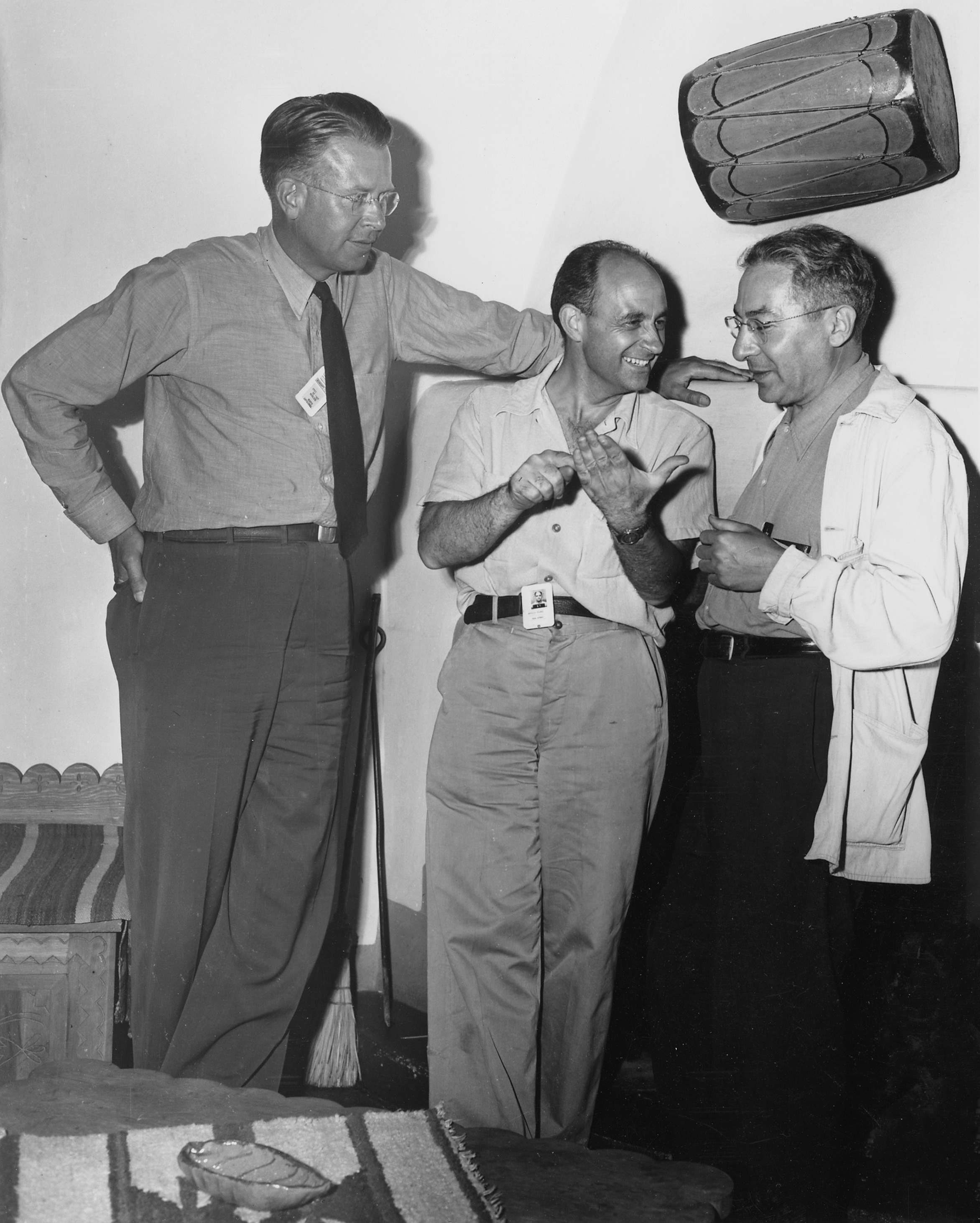
Fermi (centro) con Ernest O. Lawrence (izquierda) y Isidor Isaac Rabi (derecha).

Para continuar la investigación donde no fuera un peligro público para la salud, el reactor se desmontó y se trasladó a Argonne Woods. Fermi dirigió experimentos sobre reacciones nucleares deleitándose sobre las oportunidades que proporcionaba la abundante producción de neutrones del reactor.
El Laboratorio pasó de física e ingeniería a investigación biológica y médica. Inicialmente Argonne era una parte de la Universidad de Chicago, pero más tarde se configuró como una entidad separada de la que Fermi fue su primer director en mayo de 1944.
Fermi estuvo presente el 4 de noviembre de 1943 cuando el reactor de grafito X-10 en el Oak Ridge entró en condición de criticidad. Esto fue otro hito en el proyecto del plutonio. Proporcionó datos sobre el diseño de reactores, entrenamiento para el personal de DuPont en la operación del reactor y produjo las primeras cantidades de plutonio producido en reactor.
Fermi consiguió la ciudadanía estadounidense en julio de 1944, la fecha más temprana que la ley permitía.
En septiembre de 1944, Fermi insertó el primer lingote de combustible en el B Reactor en Hanford Site, el reactor de producción diseñado para fabricar plutonio en grandes cantidades. Como el X-10 había sido diseñado por el equipo de Fermi en el Laboratorio de metalurgia y fabricado por DuPont. Era mucho más grande y estaba refrigerado por agua. Durante los siguientes días 838 tubos fueron cargados y el reactor entró en condición de criticidad. Poco después de la medianoche del 27 de septiembre de 1944 los operarios comenzaron a retirar las barras de control para iniciar la producción. Al principio todo parecía bien, pero hacia las 03:00 el nivel de potencia comenzó a caer y a las 06:30 el reactor se había parado por completo. La Armada y DuPont buscaron respuestas en el equipo de Fermi. El agua de refrigeración se investigó para ver si había fugas o contaminación. Al día siguiente el reactor arrancó de nuevo para pararse unas horas después. El problema se localizó en un envenenamiento de neutrones por xenón-135, un producto de fisión con una vida media de 9,2 horas. Afortunadamente DuPont se había desviado del diseño original en el que en el reactor había 1500 tubos en círculo y había añadido otros 504 tubos para llenar las esquinas. Los científicos habían considerado una sobreingeniería, un derroche de tiempo y dinero, pero Fermi se dio cuenta de que si los 2004 tubos estaban cargados el reactor podría alcanzar el nivel de potencia requerido para producir plutonio.

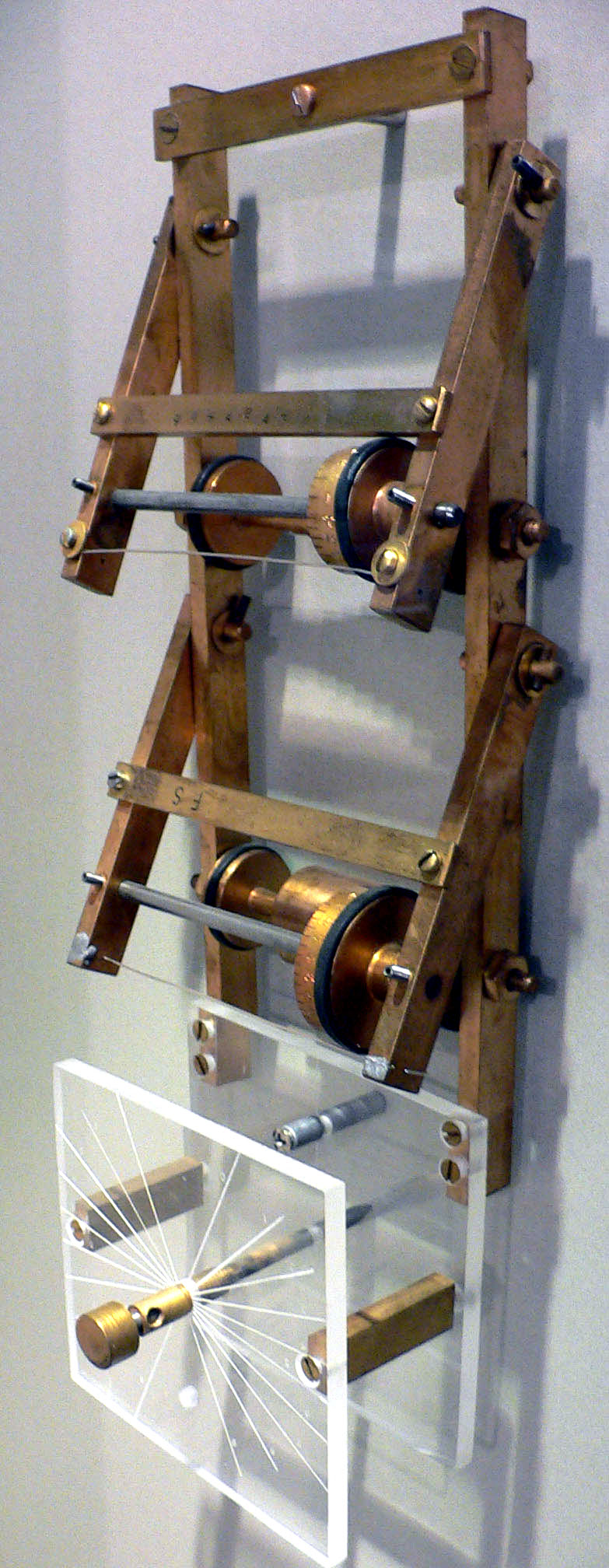
El FERMIAC, un aparato analógico inventado por Enrico Fermi para implementar estudios sobre el transporte de neutrones.

En el Proyecto Manhattan participaron grandes científicos como Robert Oppenheimer, Enrico Fermi (Premio Nobel 1938), Edward Teller, Hans Bethe (Premio Nobel 1967), Richard Feynman (Premio Nobel 1965) y John von Neumann.
A mediados de 1944 Robert Oppenheimer persuadió a Fermi para que se uniera al Project Y en Los Álamos, Nuevo México.
Fermi llegó a Los Álamos en septiembre de 1944 y fue nombrado Director Asociado del laboratorio, con amplias responsabilidades para física teórica y nuclear. Fue puesto a cargo de la División F, que fue nombrada en su honor. Tenía cuatro ramas: F-1. Teoría Súper y General bajo Teller, que investigaba la bomba termonuclear Súper; F-2. Caldera de agua bajo L. D. P. King, que investigaba el reactor de agua homogénea. F-3. Súper experimentación bajo Egon Bretscher; y F-4. Estudios de Fisión bajo Anderson.
Fermi observó la prueba Trinity el 16 de julio de 1945, y llevó a cabo un experimento para calcular la potencia de la bomba arrojando tiras de papel a la onda de choque de la explosión. Midió el desplazamiento de la tiras y calculó una potencia de 10 kilotones de TNT. La potencia real fue de 18.6 kilotones.
Junto a Oppenheimer, Compton y Ernest Lawrence, Fermi formó parte del panel científico que aconsejó sobre la selección de objetivos. El panel acordó con el comité que las bombas atómicas serían usadas sin aviso contra un objetivo industrial.
Como otros en el Laboratorio de Los Álamos Fermi se enteró de los lanzamientos de bombas atómicas sobre Hiroshima y Nagasaki por los altavoces de la zona técnica. Fermi no creía que las bombas atómicas disuadirían a las naciones de iniciar guerras, ni que había llegado el momento de un gobierno mundial. Por lo tanto no se unió a la Asociación de Científicos de los Álamos (en inglés: Association of Los Alamos Scientists).

## Tras la Segunda Guerra Mundial
El 1 de julio de 1945 Fermi fue nombrado Profesor de Física en la Universidad de Chicago, aunque no abandonó el Laboratorio de Los Álamos con su familia hasta el 31 de diciembre de 1945.
En 1945 fue elegido miembro de la Academia Nacional de Ciencias (en inglés: U.S. National Academy of Sciences)
El 1 de julio de 1946 el Laboratorio de Metalurgia (en inglés: Metallurgical Laboratory) pasó a ser el Laboratorio Nacional Argonne (en inglés: Argonne National Laboratory), el primero de los Laboratorios Nacionales del Departamento de Energía de los Estados Unidos establecido por el Proyecto Manhattan.
La poca distancia entre Chicago y Argonne le permitió a Fermi trabajar en ambos lugares. En Argonne continuó la física experimental investigando la dispersión de neutrones con Leona Woods.
También discutía física teórica con Maria Mayer, a la que ayudó en el descubrimiento de la interacción spin-órbita (en inglés: Spin–orbit interaction), que la llevaría a recibir el Premio Nobel.
El 1 de enero de 1947 el Proyecto Manhattan fue reemplazado por la Comisión de la Energía Atómica (AEC) (en inglés: United States Atomic Energy Commission).
Fermi sirvió en el Comité General Consultivo de la AEC, un influyente comité presidido por Robert Oppenheimer.
Le gustaba pasar unas semanas cada año en Los Álamos National Laboratory, donde colaboró con Nicholas Metropolis, y con John von Neumann sobre la inestabilidad Rayleigh-Taylor (en inglés: Rayleigh–Taylor instability), la ciencia que estudia lo que ocurre en el borde entre dos fluidos de densidades diferentes.

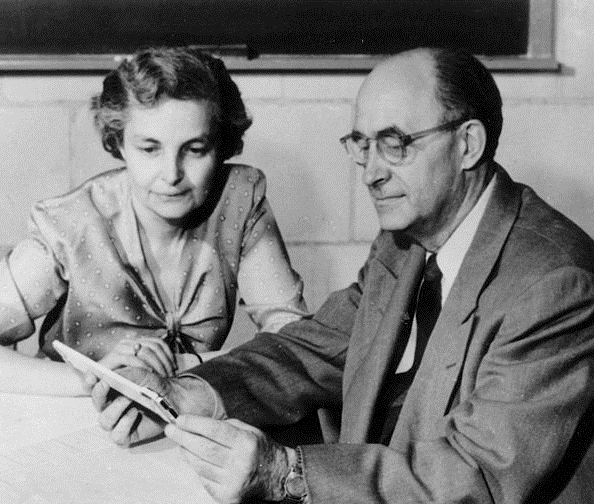
Laura Fermi y Enrico Fermi en el Instituto para Estudios Nucleares en Los Álamos, 1954

Tras la detonación de la primera bomba de fisión soviética en agosto de 1949, Fermi e Isidor Rabi redactaron un informe muy duro para el Comité, oponiéndose al desarrollo de una bomba de hidrógeno basándose en razones morales y técnicas. Sin embargo, Fermi continuó participando en el trabajo de la bomba de hidrógeno en Los Álamos como consultor. Junto con Stanislaw Ulam, calculó que la cantidad de tritio necesaria para el modelo de Teller para un arma termonuclear sería prohibitiva, pero la propagación de una reacción de fusión nuclear no podría estar asegurada incluso con una gran cantidad de tritio.
En 1954 Fermi estuvo entre los científicos que testificaron a favor de Oppenheimer y que terminó retirando a Oppenheimer el acceso a los secretos nacionales.
Fermi continuó enseñando en la Universidad de Chicago. Entre sus estudiantes posdoctorales estaban Owen Chamberlain, Geoffrey Chew, Jerome Friedman, Marvin Goldberger, Tsung-Dao Lee, Arthur Rosenfeld y Sam Treiman.
Jack Steinberger fue uno de sus estudiantes graduados.
Fermi llevó a cabo investigaciones importantes en la física de partículas, especialmente relacionadas con los piones y muones. Hizo las primeras predicciones la resonancia del pión nucleón basándose en métodos estadísticos, ya que razonó que las respuestas exactas no eran necesarias cuando la teoría estaba equivocada de entrada.
En un artículo que escribió con Chen Ning Yang, especuló que los piones podrían ser partículas compuestas.
La idea fue elaborada por Shoichi Sakata. Desde entonces se ha sustituido por el modelo quark, en el que el pion está compuesto de quarks, completando el modelo de Fermi.
Fermi escribió el artículo Sobre el origen de la radiación cósmica (en inglés: On the Origin of cosmic radiation) en el que propuso que los rayos cósmicos surgían del material acelerado por campos magnéticos en el espacio interestelar. Esto supuso una diferencia de opinión con Teller.
Fermi examinó los problemas que rodeaban los campos magnéticos en los brazos de una galaxia espiral.
Reflexionó sobre lo que ahora es conocida como la paradoja de Fermi en la que hay una contradicción entre la probabilidad de la existencia de vida extraterrestre y el hecho de que no hayamos tenido ningún contacto con ella.
Hacia el final de su vida Fermi puso en duda su fe en la sociedad para tomar decisiones sensatas sobre la tecnología nuclear:

‘Some of you may ask, what is the good of working so hard merely to collect a few facts which will bring no pleasure except to a few long-haired professors who love to collect such things and will be of no use to anybody because only few specialists at best will be able to understand them? In answer to such question[s] I may venture a fairly safe prediction.
History of science and technology has consistently taught us that scientific advances in basic understanding have sooner or later led to technical and industrial applications that have revolutionized our way of life. It seems to me improbable that this effort to get at the structure of matter should be an exception to this rule. What is less certain, and what we all fervently hope, is that man will soon grow sufficiently adult to make good use of the powers that he acquires over nature.‘
‘Algunos de vosotros os preguntaréis ¿Qué es lo bueno de trabajar tan duro solo para recopilar unos pocos hechos que no traerán ningús placer salvo a unos pocos profesores de pelo largo que gustan de coleccionar esas cosas y que no serán de ninguna utilidad a nadie porque solo unos pocos especialistas serán capaces de entenderlos? Como respuesta a esas preguntas aventuraré una predicción segura. La Historia de la Ciencia y la Tecnología nos ha enseñado consecuentemente que los avances científicos en el conocimiento básico han conducido tarde o temprano a aplicaciones técnicas e industriales que han revolucionado nuestra forma de vida. Me parece improbable que este esfuerzo para entender la estructura de la materia sea la excepción a la regla. Lo que es menos cierto, y lo que todos esperamos fervientemente, es que el hombre se haga lo suficientemente adulto para hacer buen uso de las potencias que consigue de la naturaleza.’

## Vida personal
Tenía una vida con hábitos regulares. Se solía levantar a las 05:00 y trabajaba solo hasta las 07:00; desayunaba y hacia las 08:00 salía de casa para la universidad. Le gustaba parar para la comida del mediodía y notoriamente lo hizo en medio de los experimentos de los neutrones lentos y en las pruebas de la Chicago Pile.
Le encantaba estar con gente porque era muy sociable. Practicaba el tenis, la natación y el alpinismo.
Tenía una compulsión docente y entendía mejor las cosas cuando las enseñaba. En su luna de miel trató de enseñar a su esposa Laura las ecuaciones de Maxwell. Estaba más con sus estudiantes que con su familia.
Su suegro era almirante de la Marina italiana, quien decidió quedarse en Italia (no obstante que su hija se iba a residir a EE. UU. junto con su esposo). Cuando Mussolini cayó, los nazis tomaron el control de Italia, y por ello, lo enviaron a un campo de concentración donde falleció.
Cuando entró a trabajar en el Proyecto Manhattan acababa de nacionalizarse estadounidense, mientras Italia seguía en guerra contra Estados Unidos. Fermi tenía acceso a todos los altos secretos del proyecto. Estuvo muy agradecido a los Estados Unidos por las oportunidades y la confianza otorgados, y logró con facilidad asimilarse a su cultura. Le encantaba el béisbol, las hamburguesas y la Coca-cola.
Durante toda su vida estuvo expuesto a diferentes sustancias tóxicas y radioactivas. No está claro que ello le provocara el cáncer de estómago por el que falleció.

## Fallecimiento

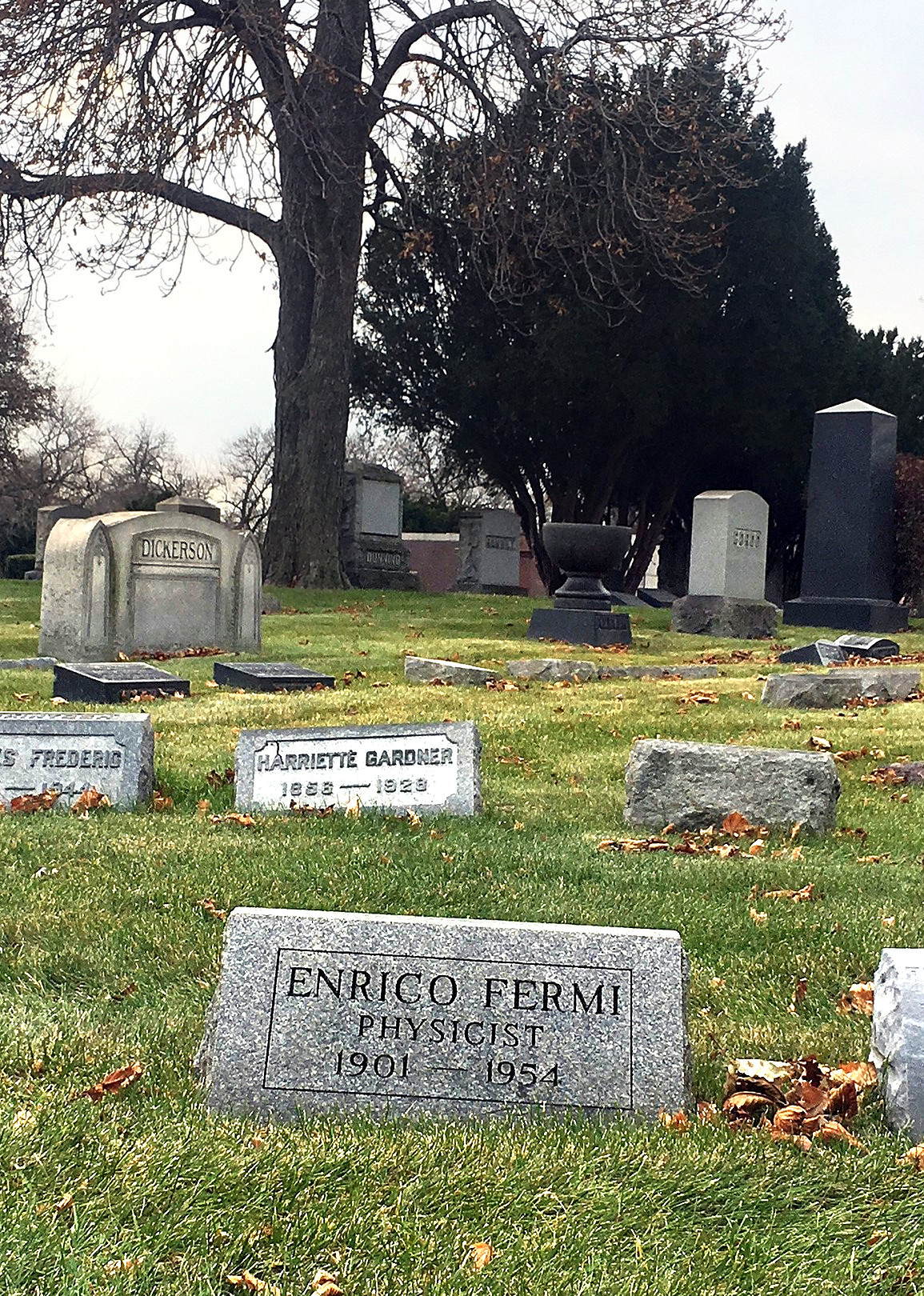
Tumba de Fermi en Chicago, Illinois

El 28 de noviembre de 1954 Fermi falleció a los 53 años de edad a causa de un cáncer de estómago en su casa de Chicago. El 9 de octubre de 1954 Fermi se había sometido a una operación exploratoria en el Billings Memorial Hospital. Fue enterrado en el cementerio Oak Woods de Chicago.

## Legado
Fermi fue conocido por ser un profesor inspirador, con gran atención al detalle, a la simplicidad y por el cuidado en la preparación de sus conferencias.
Más adelante sus conferencias se publicaron en libros.
Sus papeles y cuadernos están en la Universidad de Chicago.
Victor Weisskopf hizo notar cómo Fermi 

‘always managed to find the simplest and most direct approach, with the minimum of complication and sophistication.‘
‘siempre se las arreglaba para encontrar la aproximación más simple y directa, con el mínimo de complicación y sofisticación.’

Su habilidad y éxito nacían tanto de su apreciación del arte de lo posible como de su destreza e inteligencia innatas. No le gustaban las teorías complicadas y aunque tenía una gran habilidad matemática, no la usaría cuando el trabajo podía ser hecho más sencillamente. Era famoso por obtener respuestas rápidas y precisas a problemas que desconcertarían a otras personas. Más adelante su método para obtener respuestas rápidas y aproximadas en una servilleta de papel (o en el dorso de un sobre) fue conocido como el método Fermi y se enseña extensamente.
Fermi repetía a menudo que Alessandro Volta trabajando en su laboratorio no tenía idea de donde podría llevar el estudio de la electricidad.
Fermi es recordado por su trabajo en la energía nuclear y las armas nucleares, especialmente por la creación del primer reactor nuclear y el desarrollo de la primera bomba atómica y la primera bomba de hidrógeno. Su trabajo científico ha resistido el paso del tiempo. Este incluye su teoría de la desintegración beta, su trabajo en sistemas no lineales, su descubrimiento de los efectos de los neutrones lentos, su estudio de las colisiones de pion-nucleón y sus estadísticas Fermi-Dirac. Su especulación de que el pion no era una partícula fundamental apuntó el camino hacia el estudio de los quarks y los leptones.
Seis de sus estudiantes recibieron el premio Nobel: Owen Chamberlain, Jerome I. Friedman, Tsung-Dao Lee, James Rainwater, Emilio Segrè y Jack Steinberger.
Fue presidente de la American Physical Society (1953).

## Reconocimientos y homenajes

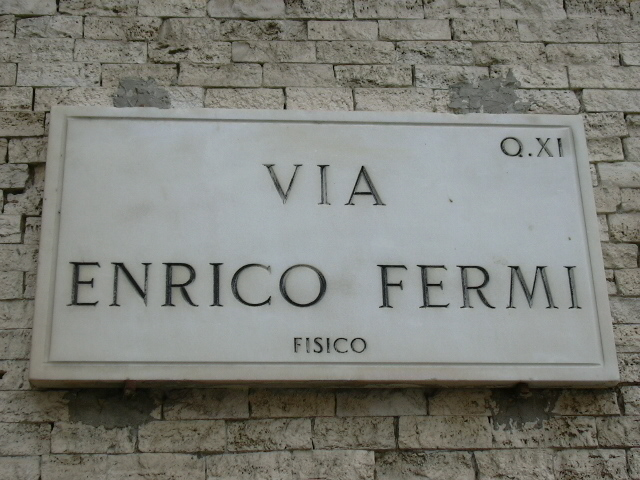
Calle de Enrico Fermi en Roma

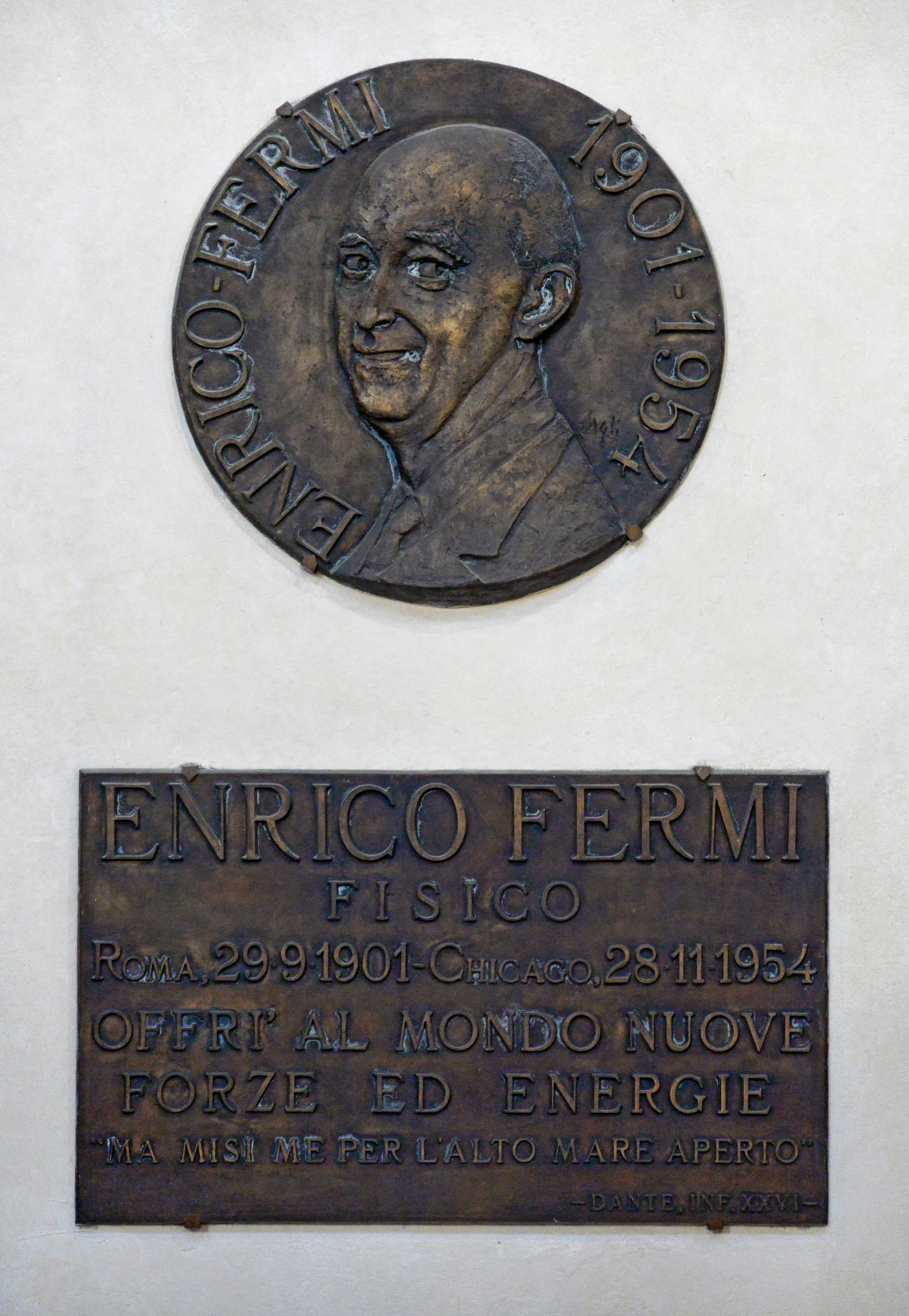
Placa en la Basílica de Santa Cruz en Florencia, Italia

Fermi recibió numerosos premios como reconocimiento a sus logros, incluyendo la Medalla Matteucci en 1926, el Premio Nobel de Física en 1938, la Medalla Hughes en 1942, la Medalla Franklin en 1947 y el Premio Rumford en 1953. En 1946 en Estados Unidos se le concedió la Medalla del Mérito (en inglés: Medal for Merit) por su contribución al Proyecto Manhattan.
Fermi fue elegido como miembro extranjero (FRS) de la Royal Society en 1950.
La Basílica de la Santa Cruz (en italiano: Basilica di Santa Croce)  en Florencia, conocida por ser el templo de las glorias italianas al tener sepulturas de artistas, científicos y figuras prominentes de la historia italiana, tiene una placa dedicada a Fermi.
En 1999, la revista Time incluyó a Fermi en su lista de las 100 personas más relevantes del siglo XX.
Fermi fue ampliamente reconocido como un caso raro en el siglo XX en el que un físico destacó tanto en lo teórico como en lo experimental. El historiador de la Física, C. P. Snow, escribió

‘if Fermi had been born a few years earlier, one could well imagine him discovering Rutherford's atomic nucleus, and then developing Bohr's theory of the hydrogen atom. If this sounds like hyperbole, anything about Fermi is likely to sound like hyperbole‘
‘Si Fermi hubiese nacido unos pocos años antes, uno bien podría imaginarle descubriendo el núcleo atómico de Rutherford, y desarrollando el modelo de Bohr del átomo de hidrógeno. Si esto suena como una hipérbole, todo lo relacionado con Fermi es probable que suene hiperbólico.’

En 1974 se inauguró el acelerador de partículas Fermilab y el Laboratorio de Física en Batavia, Illinois.
En 2008 se nombró el Telescopio Fermi de rayos gamma (en inglés: Fermi Gamma-ray Space Telescope) en reconocimiento por su trabajo en los rayos cósmicos.
Tres instalaciones nucleares llevan su nombre: La Fermi 1 y la Fermi 2 en Newport, Míchigan, la Central Nuclear Enrico Fermi en Trino Vercellese, Italia y el reactor de investigación RA-1 Enrico Fermi en Argentina.
En la prueba nuclear de Ivy Mike de 1952 se aisló un elemento sintético al que se llamó fermio en honor de las contribuciones de Fermi a la comunidad científica.
Esto le convierte en uno de los 16 científicos que han nombrado un elemento químico.
Desde 1956 la Comisión Estadounidense de la Energía Atómica (en inglés: United States Atomic Energy Commission) otorga su más alto honor con el nombre de Premio Fermi (en inglés: Fermi Award). Han recibido este premio Otto Hahn, Robert Oppenheimer, Edward Teller and Hans Bethe.
Los fermiones y la Estadística de Fermi-Dirac reciben su nombre en su honor.
El departamento de la Universidad de Chicago en el que trabajó durante varios años se llama en la actualidad Instituto Enrico Fermi.
El cráter lunar Fermi lleva este nombre en su honor.
Algunos aspectos curiosos por los que también se conoce a Fermi son la Paradoja de Fermi (o principio de Fermi) y los Problemas de Fermi.
La paradoja consiste en la cuestión de si el Universo posee formas de vida inteligente más allá de la Tierra por qué no tenemos ninguna evidencia observacional de ellas. «¿Dónde están?» preguntaba él. La respuesta de Fermi, obviamente preocupado por su papel en el desarrollo de las bombas atómicas, era que las civilizaciones tecnológicamente avanzadas corrían un grave peligro de autodestruirse por medio del uso de armas nucleares.
Los problemas de Fermi constituyen ilustraciones claras de la importancia del análisis dimensional y de los métodos de aproximación.
Fue galardonado en 1942 con la medalla Hughes, concedida por la Royal Society «por sus destacadas contribuciones al conocimiento de la estructura eléctrica de la materia, su trabajo en la teoría cuántica, y sus estudios experimentales del neutrón».